# القرب الاسفل (السبرة)

تعديل مصدري - تعديل

القرب الاسفل محلة تابعة لقرية المقيبرة، التابعة لعزلة التربة بمديرية السبرة إحدى مديريات محافظة إب في الجمهورية اليمنية.، بلغ تعداد سكانها 90 حسب تعداد اليمن لعام 2004.